# Condado de Chariton
O Condado de Chariton é um dos 114 condados do Estado americano de Missouri. A sede do condado é Keytesville, e sua maior cidade é Keytesville. O condado possui uma área de 1 990 km² (dos quais 32 km² estão cobertos por água), uma população de 8 438 habitantes, e uma densidade populacional de 4 hab/km² (segundo o censo nacional de 2000). O condado foi fundado em 1820.